# Dida (geslacht)
Dida is een geslacht van vlinders van de familie spinneruilen (Erebidae), uit de onderfamilie Hypeninae.

## Soorten
- D. cidaria Druce, 1891